# Ринды
Ринды (от персидского «Ринд» — лукавый, заблудший, озорной, непутевый) — последователи суфийско-дервишских мистико-философских учений. Ринд упоминается в средневековых грузинских источниках, а также в художественной и переводческой литературе. Грузинский историк и «Хронограф» XIV века упоминает Ринда ещё с эпохи и правления Георгия-Лаши (Георгия IV).
В средневековых восточных источниках Ринды назывались низшими и средними классами в городе, которые выступали против догм официального Суфизма. По словам Валериана Габашвили, Ринды со второй половины XI века включая XVI-ый век, часто использовались для обозначения текущего общественного движения в городах Ближнего Востока. Ринды принадлежали к классу мелких купцов-мастеров и отличались от крупных купцов своим социальным статусом и полномочиями. Автор относит Ринда к «каждому народу» Тбилиси. Их этническая принадлежность и религия не имели никакого значения.
В средневековом Тбилиси мастера разных национальностей и религии объединялись в корпорации по сфере деятельности. По мнению Валериана Габашвили, народ карачаевцев можно считать потомками Риндов.